# Felipe Andreoli (periodista)
Luiz Felipe Guimarães Andreoli (São Paulo, 5 de febrero de 1980) es un periodista y humorista brasileño. Actualmente, integra el programa Custe o Que Custar, de Rede Bandeirantes, que es un periodista desde 2008.